# Szigetújfalu, Pesta
Szigetújfalu  este un sat în districtul Ráckeve, județul Pesta, Ungaria, având o populație de 2.016 locuitori (2011). 

## Demografie
Componența etnică a satului Szigetújfalu
     Maghiari (85,45%)
     Germani (13,55%)
     Necunoscut (0,57%)
     Români (0,43%)
     Alții (0,57%)
Componența confesională a satului Szigetújfalu
     Romano-catolici (47,62%)
     Fără religie (15,72%)
     Reformați (10,62%)
     Necunoscută (23,91%)
     Alte religii (3,47%)
Conform recensământului din 2011, satul Szigetújfalu avea 2.016 locuitori. Din punct de vedere etnic, majoritatea locuitorilor (85,45%) erau maghiari, cu o minoritate de germani (13,55%). Apartenența etnică nu este cunoscută în cazul a 0,57% din locuitori. Nu există o religie majoritară, locuitorii fiind romano-catolici (47,62%), persoane fără religie (15,72%) și reformați (10,62%). Pentru 23,91% din locuitori nu este cunoscută apartenența confesională.